# 菊川英山

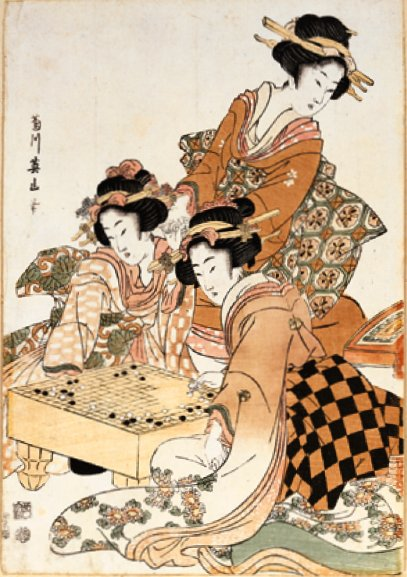
英山画。

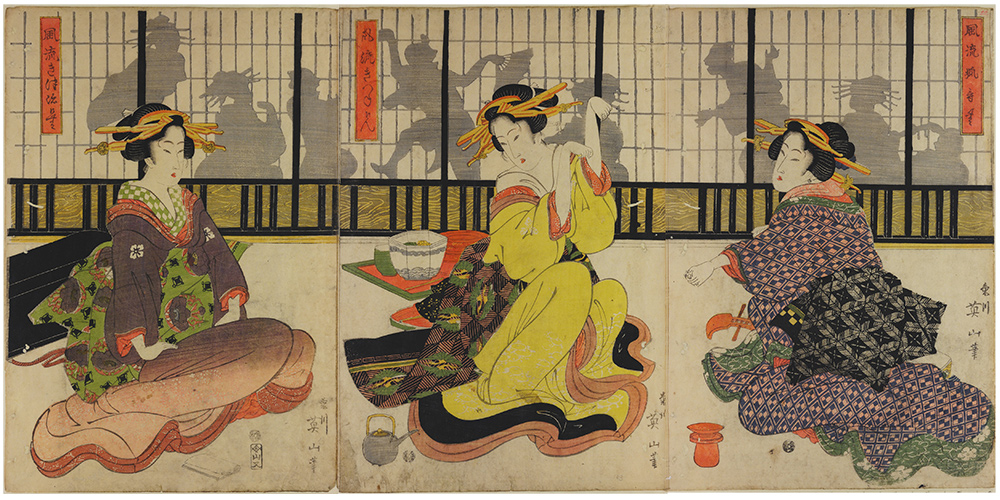
「風流狐拳」 英山画。

菊川 英山（きくかわ えいざん、天明7年〈1787年〉 - 慶応3年6月16日〈1867年7月17日〉）とは、江戸時代後期の浮世絵師。菊川派の祖。

## 来歴
姓は菊川、名は俊信。俗称近江屋万五郎。ただし『江戸方角分』は佐花屋万吉とする。別号に重九斎。児玉屋英山とも号した。江戸市ヶ谷で造花業を営む近江屋の菊川英二の子に生まれる。後に四谷箪笥町、麹町6丁目等に居住する。父の英二は狩野派の狩野東舎の門人でだったので、英山は父に、次いで鈴木南嶺に絵を学んだ。更に幼馴染だった魚屋北渓を通して、葛飾派（北斎派）の画風も習得している。最初は享和のころに役者絵を描いたが、天保の中ごろになると大錦縦二枚続の美人画を創案し、以降多くの美人画を描いた。文化初期、英山17歳の頃には浮世絵師として既に独立し、その後慶応3年に没するまで作画を続けた。
文化3年（1806年）、人気絶頂のさなかに喜多川歌麿が急死してしまったが、人々は未だに歌麿の美人画を求めていた。そこに文化4年（1807年）頃、堀江町の団扇問屋から英山の団扇絵を出したと伝えられているように新進の英山が現れ、歌麿風美人画で売り出す。英山初期の作風は晩年の歌麿に似ているが、文化7-8年頃には物柔らかく、どこか儚く弱い女性の美しさが漂う英山独自の画風を確立した。文化7年から文化9年ころにかけて合巻の挿絵を数種描いている。また、文化中期から文政中期に美人画の揃物を多く制作、2枚継ぎの掛物絵に全身美人を描くスタイルを広めた。文化期が英山にとって一番人気を得た時期であったが、文政期に入ると人々の好みは歌川国貞や弟子の渓斎英泉の描く粋であだっぽい新タイプの美人画に移行していった。しかし時代の流れについていけない英山の仕事は文政末期にはなくなってゆく。これ以降、英山の錦絵はみられなくなるも、文久3年（1863年）刊行の『江戸大節用海内蔵』（高井蘭山増輯、中村経年補輯）の挿絵を執筆している。晩年は不遇の内に高田村（現高田馬場）に住む弟子の植木屋孫八（一説に孫兵衛）の家に寄寓した。その後文久2年（1862年）、上州（現群馬県）藤岡の呉服商児玉屋に嫁いだ娘トヨの婚家に身を寄せ、その近くに住む富裕な家の求めに応じて肉筆画を描き、「児玉屋英山」と呼ばれた。享年81。墓所は群馬県藤岡市の成道寺（藤岡市指定史跡）、法名は歓誉昌道英翁禅士。
弟子に渓斎英泉、菊川英蝶、菊川英章、菊川英里、菊川英信、菊川百花、菊川英秀、菊川英賀、菊川英子、菊川英柳、菊川英重、菊川英嶺、菊川英真、菊川英玉、菊川英徳、菊川英龍、菊川英亀、菊川英琳及び植木屋孫八などがあげられるが、英山の画風を継いだ者はいなかった。英賀、英重は文政頃、英子は女流で天保頃、英柳は文化頃に活躍した。

## 作品

### 錦絵
- 「江戸砂子香具屋八景」　大判8枚揃　※文化3年。現存する英山の作例では最古とされる。
- 「風流名所雪月花」　大判3枚組　※文化前期
- 「青楼五節句遊 重陽　わかまつや 若鶴 緑り木」　大判　平木浮世絵財団所蔵　※文化前期
- 「志なのや美人」　大判縦2枚続　城西大学水田美術館所蔵
- 「風流狐けん」　大判3枚続　城西大学水田美術館所蔵
- 「青楼行事八景　引ケ四ツの夜雨」　大判8枚揃の内　東京国立博物館所蔵　※ほかに「居続の暮雪」など。文化頃
- 「風流雪月花」（雪、月、花）　大判　※文化後期
- 「風流琴碁書画 琴　扇屋内花扇」　大判　平木浮世絵財団所蔵　※文化末期
- 「東姿源氏合」　大判、大首絵揃物の内　国立国会図書館所蔵　※文政3年頃
- 「源氏八景 みをつくしの夜雨　玉屋内政那木」

### 肉筆画
| 作品名                           | 技法     | 形状・員数 | 寸法（縦x横cm）  | 所有者                         | 年代                           | 落款                       | 印章                                              | 備考 |
| -------------------------------- | -------- | ---------- | ---------------- | ------------------------------ | ------------------------------ | -------------------------- | ------------------------------------------------- | --- |
| 雪月花図                         | 絹本着色 | 3幅対      | 110.4x29.5（各） | 東京国立博物館                 | 1814-18年（文化11-15年）頃     | 菊川英山筆                 | 「英山」朱文方印                                  | |
| 遊女道中図                       | 絹本着色 | 1幅        | 96.5x33.3        | 東京国立博物館                 | 1814-18年（文化11-15年）頃     | 菊川英山筆                 | 「俊信」朱文円印                                  | |
| 品川遊女図                       | 絹本着色 | 1幅        | 97.1x36.0        | 東京国立博物館                 | 1814-18年（文化11-15年）頃     | 菊川英山筆                 | 「菊川」「俊信」白文朱文楕円印                    | |
| 三美人図                         | 絹本着色 | 1幅        | 112.0x43.0       | 浮世絵太田記念美術館           | 1814-18年（文化11-15年）頃     | 菊川英山筆                 | 「俊信」朱文円印                                  | |
| 娘立姿図                         | 紙本着色 | 1幅        | 87.8x28.0        | 浮世絵太田記念美術館           | 1810-13年（文化7-10年）頃      | 英山筆                     | 「俊信」朱文円印                                  | |
| 夏姿美人図                       | 絹本着色 | 1幅        | 94.4x29.7        | 浮世絵太田記念美術館           | 1814-18年（文化11-15年）頃     | 英山筆                     | 「菊川」「俊信」白文朱文楕円印                    | |
| 遊女立姿図                       | 紙本着色 | 1幅        | 98.9x27.5        | 浮世絵太田記念美術館           | 1810-13年（文化7-10年）頃      | 英山筆                     | 「俊信」朱文方印                                  | |
| 芸者と若衆図                     | 紙本着色 | 1幅        | 114.8x27.3       | 浮世絵太田記念美術館           | 1810-13年（文化7-10年）頃      | 菊川英山筆                 | 「俊信」朱文円印                                  | 式亭三馬賛 |
| 懐中鏡を見る美人図               | 絹本着色 | 1幅        | 92.0x34.0        | 浮世絵太田記念美術館           | 1818-24年（文政前期）頃        | 菊川英山筆                 | 「菊川」「俊信」白文朱文楕円印                    | |
| 御殿女中と芸者図                 | 紙本着色 | 双幅       | 91.3x15.2（各）  | 浮世絵太田記念美術館           | 1818-30年（文政年間）頃        | 英山筆                     | 右幅：「英」「山」朱文方印 左幅：「俊信」朱文方印 | |
| 月見る美人図                     | 絹本着色 | 1幅        | 73.7x31.6        | 浮世絵太田記念美術館           | 1830-44年（天保年間）頃        | 菊川英山筆                 | 「俊信」朱文円印                                  | つねた理賛 |
| 義経像                           | 絹本着色 | 1幅        | 72.4x26.7        | 浮世絵太田記念美術館           | 1858年（安政5年）              | 行年七十二翁 菊川俊信筆    | 「菊川」「俊信」白文朱文楕円印                    | |
| 般若面図                         | 紙本着色 |            |                  | ニューオータニ美術館           |                                |                            |                                                   | |
| 瑤泉院（あぐり）像               | 絹本着色 | 1幅        | 93.5x36.6        | 泉岳寺                         | 19世紀                         | 英山俊信筆                 | 「菊川」「俊信」白文朱文楕円印                    | 赤穂藩主浅野長矩の妻・の肖像。右上に瑤泉院自筆自詠とされる和歌短冊が貼られ、左上に俊子（伝不詳）の和歌が墨書されている。短冊「陰奈可良、松農下枝丹津羅奈李天、登毛仁御法乃道尓津可部武」（陰ながら、松の下枝につらなりて、ともに御法のみちにつかん）。俊子「堂能毛之那、川良奈留枝止毛路堂母耳、御法乃道越志多不松可気」（たのもしな、つらなる枝ともろともに、御法の道をしたふ松かげ）。両方とも長矩切腹に伴い瑤泉院が「御法の道」つまり仏門に入る事を意味しており、肖像でも瑤泉院は大名の後家が尼になる意味で結う切髪で描かれている。 |
| 娘と風車を持つ子図               | 紙本着色 |            |                  | 川崎・砂子の里資料館           |                                |                            |                                                   | |
| 雪中美人図                       | 絹本着色 | 双幅       | 80.7x27.6（各）  | 鎌倉国宝館                     |                                | 菊川英山筆                 | 「英山」朱文方印                                  | 大隈言道賛 |
| 花魁図                           | 絹本着色 | 1幅        |                  | 千葉市美術館                   |                                | 菊川英山筆                 | 「菊川」「俊信」白朱文連印                        | |
| 武田信玄像                       | 紙本着色 | 1幅        | 130.5x44.0       | 個人                           |                                | 菊川英山俊信筆             | 「菊川」「俊信」白文朱文楕円連印                  | |
| 桜下花魁道中図                   | 絹本着色 |            |                  | 日本浮世絵博物館               |                                |                            |                                                   | |
| 娘立姿図                         | 絹本着色 |            |                  | 日本浮世絵博物館               |                                |                            |                                                   | |
| 遊女白玉図                       | 絹本着色 | 1幅        |                  | 奈良県立美術館                 |                                | 菊川英山筆                 | 「菊川」「俊信」白朱文連印                        | |
| 二美人図                         | 絹本着色 | 双幅       | 99.8x36.8（各）  | ボストン美術館                 | 1818-30年                      | 菊川英山筆                 | 「菊川」「俊信」白文朱文楕円連印                  | |
| 桜下の師弟                       | 絹本着色 | 1幅        |                  |                                | 文化後期                       |                            |                                                   | |
| 立姿遊女図                       | 紙本着色 | 1幅        | 89.4x27.4        | ウェストン・コレクション       | 1818年-30年                    | 英山筆                     | 「俊信」朱文方印                                  | |
| 袴着・帯解きの図                 | 紙本着色 | 双幅       | 110.6x43.8       | ウェストン・コレクション       | 1825年-35年（文政8年-天保6年） | 菊川英山俊信筆（各幅とも） | 「菊川」「俊信」白文朱文楕円連印（各幅とも）      | |
| 花魁書見図                       | 絹本着色 | 1幅        | 79.4x33.9        | 熊本県立美術館                 |                                | 菊川英山筆                 | 「菊」朱文円印                                    | 「あかすおもふ こゝろの花を しをりにて ふみゝる山の かけのゝとけさ 八汐」の画賛あり。「八汐」とは当時吉原の扇屋抱えの花魁八汐のことで、この絵はその八汐の肖像であり、八汐自ら画賛を加えたものといわれる。 |
| 達磨三味線修行図                 | 紙本着色 | 1幅        | 54.6x18.7        | 熊本県立美術館                 | 1861年（文久元年）             | 七十七翁 英山俊信          | 「英山」白文長方印                                | 「達磨さん ほつす（払子）をなけて 小女子に 座禅をなして 習ふ三味線 桑樹園老人」の画賛あり |
| 新井玉世像                       |          |            |                  |                                | 1861年（文久元年）             |                            |                                                   | |
| 観桜舟遊図                       | 紙本着色 | 六曲一隻   | 137.5x317.5      | 個人（群馬県立歴史博物館寄託） | 1863年（文久3年）頃            | 七十七翁菊川英山俊信筆     |                                                   | 藤岡市指定重要文化財。晩年の代表作の1つ。満月の夜、一艘の船に宮廷装束姿の若い男女と、侍女、少女、船頭（下男）の5人が、夜桜を楽しんでいる。背景はやまと絵風な温雅で淡い色彩を用いており、岸辺や山々の連なりから大画面にふさわしい奥行きや構成力が感じられる。浮世絵師だった英山が、屏風絵のような大作でも十分描きこなせる画力があったのが分かる貴重な作例。 |
| 富士浅間神社祭礼絵巻             | 紙本着色 | 1巻        | 27x402.5         | 富士浅間神社 (藤岡市)          | 1864年（元治元年）頃           | 七十八翁 菊川英山俊信筆    | 「菊川」「俊信」白文朱文楕円連印                  | 藤岡市指定重要文化財。365人もの人数が生き生きと描かれた祭礼絵巻。絵巻は右から左に展開するのが通例だが、本作品は左から行列が始まり、右に神社の景観と英山の落款がある。現在でも藤岡で開かれる「三嶋様の夜祭り」（藤岡市指定重要民俗文化財）では、この絵巻と同様の行列が見られる。 |
| 鞍馬山図（牛若丸と大天狗僧生坊） |          | 絵馬1面    |                  | 立石琴平神社 (藤岡市)          |                                |                            |                                                   | |
| 頼朝鶴放生図                     | 板地着色 | 絵馬1面    |                  | 諏訪神社 (藤岡市)              | 慶応3年（1867年）              | 八十二翁菊川英山筆         | 朱文                                              | 奉納銘「慶應三丁卯年二月吉日 田村氏」。英山絶筆とする説がある。 |